# Kotau
| Kotau                              | Kotau                            |
| ---------------------------------- | -------------------------------- |
| Kotau vor einem chinesischen Yamen |                                  |
| Chinesische Bezeichnung            |                                  |
| Langzeichen                        | 叩頭 / 磕頭                      |
| Kurzzeichen                        | 叩头 / 磕头                      |
| Pinyin                             | kòutóu / kētóu                   |
| Jyutping                           | kau3tau4 / hap6tau4 (selten)     |
| Vietnamesische Bezeichnung         |                                  |
| Quốc Ngữ                           | khấu đầu                         |
| Hán tự                             | 叩頭                             |
| Koreanische Bezeichnung            |                                  |
| Hangeul                            | 고두                             |
| Hanja                              | 叩頭                             |
| Revidierte Romanisierung           | godu                             |
| Japanische Bezeichnung             |                                  |
| Kanji                              | 叩頭 (Nomen) 叩頭く (Verb)       |
| Kana                               | こうとう (Nomen) ぬかずく (Verb) |
| Rōmaji                             | kōtō (Nomen) nukazuku (Verb)     |

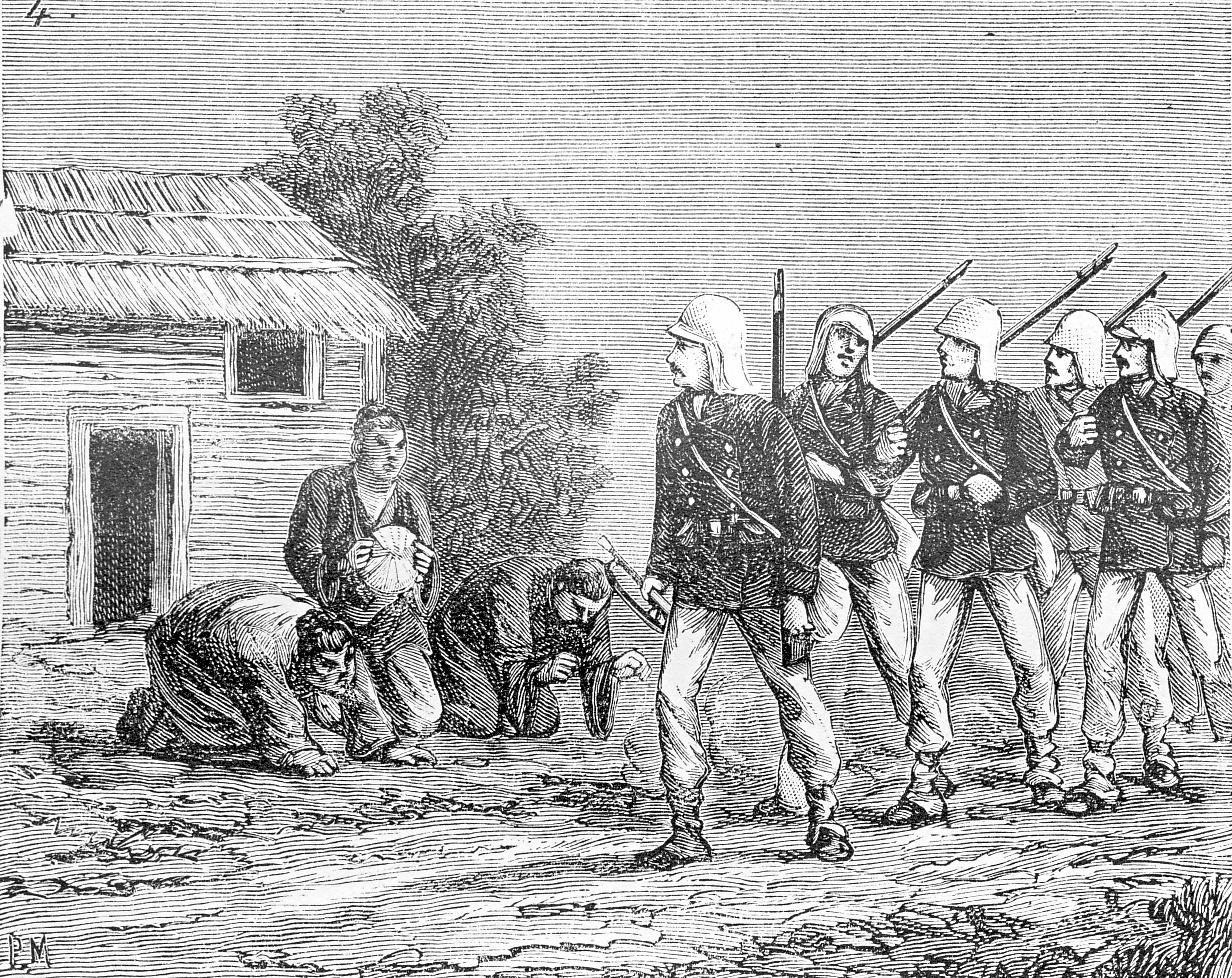
Kotau vor französischen Soldaten im heute vietnamesischen Tonkin, Illustration in L. Huard: La guerre du Tonkin, Paris 1887

Mit Kotau (chinesisch 叩頭 / 叩头, Pinyin kòutóu, auch 磕頭 / 磕头,  kētóu – „Kopf stoßen“) wird ein  ehrerbietiger Gruß aus dem Kaiserreich China bezeichnet.

## Äußere Form
Beim Kotau warf sich der Grüßende in gebührendem Abstand vor dem zu Begrüßenden nieder und berührte mehrmals mit der Stirn den Boden. Gegenüber dem Kaiser erfolgte ein dreimaliges Niederwerfen mit je dreimaligem Berühren des Fußbodens mit der Stirn. Nach der Vollführung des Kotaus blieb man häufig in kniender oder sitzender Körperhaltung.
Während der Inthronisation eines neuen Kaisers vollführten sämtliche Angehörige des Hofstaates den Kotau in ritualisierter Form durch Zuruf eines Generaleunuchen oder Zeremonienmeisters.

## Traditionelle Anwendung
Im kaiserlichen chinesischen Protokoll wurde der Kotau vor dem Kaiser von China vollzogen. Je nach der Feierlichkeit der Situation wurden verschiedene Arten des Kotaus verwendet. Bei den feierlichsten Zeremonien, z. B. bei der Krönung eines neuen Kaisers, vollzogen die Untertanen des Kaisers die Zeremonie der „drei Kniebeugen und neun Kotaus“, die sogenannte große Verbeugung, bei der man dreimal aus dem Stehen auf die Knie geht und jedes Mal dreimal kniend den Kotau vollzieht. Immanuel Hsu beschreibt den „vollen Kotau“ als „dreimaliges Niederknien und neunmaliges Klopfen mit der Stirn auf dem Boden“.
Da die Regierungsbeamten bei der Ausübung ihrer Pflichten die Majestät des Kaisers repräsentierten, mussten in formellen Situationen auch die einfachen Bürger vor ihnen den Kotau vollziehen. So wurde beispielsweise von einem Bürger, der vor einen örtlichen Richter gebracht wurde, verlangt, dass er niederkniete und den Kotau vollzog. Ein Bürgerlicher muss dann auf den Knien bleiben, während eine Person, die bei den kaiserlichen Prüfungen einen Abschluss erworben hat, sich setzen darf.
Da die konfuzianische Philosophie von den Menschen verlangt, dass sie ihren Eltern und Großeltern große Ehrerbietung erweisen, müssen auch Kinder vor ihren älteren Vorfahren einen Kotau machen, insbesondere zu besonderen Anlässen. Bei einer Hochzeit zum Beispiel musste das Brautpaar traditionell vor beiden Elternpaaren einen Kotau machen, um die Schuld für deren Erziehung anzuerkennen.
Konfuzius glaubte an eine natürliche Harmonie zwischen Körper und Geist, so dass alle Handlungen, die durch den Körper ausgedrückt werden, auf den Geist übertragen werden. Da der Körper beim Kotau in eine niedrige Position gebracht wird, soll er auf natürliche Weise ein Gefühl des Respekts auf den Geist übertragen. Was man mit sich selbst macht, beeinflusst den Geist. Die konfuzianische Philosophie vertrat die Ansicht, dass Respekt für eine Gesellschaft wichtig sei, weshalb die Verbeugung ein wichtiges Ritual war.

## Moderne Anwendung
Der Kotau und andere traditionelle Formen der Ehrerbietung wurden nach der Bewegung des Vierten Mai stark verunglimpft. Heute gibt es nur noch Reste des traditionellen Kotaus. In vielen Situationen hat die stehende Verbeugung den Kotau ersetzt. So machen beispielsweise einige, aber nicht alle Menschen einen Kotau vor dem Grab eines Vorfahren oder bei traditionellen Opfergaben für einen Vorfahren. Direkte Nachkommen können auch bei der Beerdigung eines Vorfahren einen Kotau machen, während andere sich einfach verbeugen. Bei einer Hochzeit machen manche Paare einen Kotau vor ihren jeweiligen Eltern, obwohl die Verbeugung im Stehen heute üblicher ist. In extremen Fällen kann der Kotau dazu dienen, tiefe Dankbarkeit auszudrücken, sich zu entschuldigen oder um Vergebung zu bitten.
Der Kotau ist nach wie vor Teil einer formellen Einführungszeremonie in bestimmten traditionellen Berufen, die eine Lehre oder Schülerschaft beinhalten. So wird beispielsweise in chinesischen Kampfkunstschulen häufig verlangt, dass ein Schüler vor seinem Meister einen Kotau macht. Auch in den traditionellen darstellenden Künsten wird der Kotau häufig verlangt.

## Geschichte

### Ursprung
Im traditionellen China ist diese Form der Ehrbezeugung nicht so unterwürfig gewesen, wie es vor allem ab der Wende zum 19. Jahrhundert durch britische Berichte über China vermittelt wurde, denn als dieses Zeremoniell eingeführt wurde, kniete man in China beim Sitzen noch auf dem Boden.
In der frühen Ming-Dynastie (1368–1435) wurde der Kotau besonders im Rahmen des Tributsystems praktiziert. Es symbolisierte die Anerkennung der Überlegenheit des chinesischen Kaisers und die politische Unterordnung der tributpflichtigen Staaten. Dieses Ritual bekräftigte die zentrale Stellung Chinas und stärkte die diplomatischen sowie handelspolitischen Beziehungen unter seiner Hegemonie. Tributpflichtige Staaten mussten regelmäßig Gesandtschaften nach China schicken, um Tribut zu zollen, wobei der Kotau die totale Unterwerfung symbolisierte. Der Tribut wurde mit Geschenken belohnt, was einem Tauschhandel gleichkam. Ein Teil der Tributwaren durfte privat verkauft oder getauscht werden, wodurch die Gesandtschaften sowohl wirtschaftliche als auch politische Vorteile für die entsendenden Staaten hatten.
Während der Qing-Dynastie (1644–1911) gehörte der Kotau, bekannt als sangui jiukou 三跪九叩 („dreimal knien und neunmal mit der Stirn den Boden berühren“), zu den festen Ritualen bei kaiserlichen Audienzen.

### Europäische Diplomatie
Die Frage des Kotaus war keineswegs der einzige Stein des Anstoßes, mit dem das chinesische Hofzeremoniell europäischen Gesandten gegenüber aufwartete. Aber durch den Kotau seines Gesandten wurde die untergeordnete Stellung eines europäischen Potentaten aufgezeigt, weil dieser dann von chinesischer Seite offiziell zum Tributbringer erklärt wurde.
Bei Martín de Radas Gesandtschaft sollten die Spanier vor dem Gouverneur von Fujian auf die Knie fallen. Das löste heftige Diskussionen innerhalb der Delegation aus: Die Soldaten fühlten sich an die Prostrationen erinnert und wollten sich mit Blick auf die Würde ihres Fürsten der Zeremonie nicht unterwerfen. Die Missionare jedoch plädierten dafür, da sie den Erfolg der Mission gefährdet glaubten. Mit dem Argument, diese Form der Verehrung enthalte keine Beleidigung Gottes, konnten sie sich schließlich durchsetzen.
Im Falle der Macartney-Mission 1792 verweigerte ihr Leiter George Macartney, 1. Earl Macartney, indes den Kotau vor dem chinesischen Kaiser Qianlong und begnügte sich mit einem einfachen Kniefall. Diese aus Sicht des Monarchen mangelnde Respektbezeugung mag durchaus zum Scheitern des Unternehmens beigetragen haben. Erfolgreicher war im folgenden Winter die Titsingh-Mission unter Leitung des niederländischen Geschäftsmanns Isaac Titsingh, der die Vorschriften des Hofzeremoniells protokollarisch befolgte und den Kotau wie vorgeschrieben ausführte.
Im Vorfeld der britischen Amherst-Mission 1816 weigerte sich William Pitt Amherst, 1. Earl Amherst, den Kotau vor einer Drachenfigur (Symbol für den Kaiser) auszuführen (im Gegenzug habe er gefordert, dass ein Mandarin vor einem Porträt Georgs III. niederknie, was verweigert wurde; auch Amhersts Vorschlag daraufhin, dass jeder chinesische Gesandte vor König Georg III. in derselben Weise niederknien solle, wurde als unmöglich verworfen). Die Mission scheiterte schließlich daran, dass Amherst nach seiner Ankunft in Peking nicht einer sofortigen Audienz bei Kaiser Jiaqing nachkam und deswegen nicht mehr empfangen wurde.

### Abschaffung und Bedeutungsverlust
Nach der Revolution von 1912 und der Ausrufung der Republik China wurde der Kotau offiziell abgeschafft. Jedoch entboten noch immer der Hofstaat, chinesische und ausländische Gäste und sogar Beamte der chinesischen Republik dem letzten Kaiser Puyi diese Form der Verehrung.
In der Zeit nach Ausrufung der Volksrepublik China 1949 verlor der Kotau an Bedeutung.

## Redewendung
Der Begriff Kotau wird im deutschen Sprachraum als Umschreibung für Unterwerfung, Eingliederung in eine Rangordnung bzw. nicht ganz freiwilliges Nachgeben benutzt. Daher der Ausdruck „seinen Kotau machen“ oder „ich muss meinen Kotau machen“.